# Paolo Poggi
Paolo Poggi (Venezia, 16 febbraio 1971) è un dirigente sportivo ed ex calciatore italiano, di ruolo attaccante.

## Carriera
Inizia a giocare nelle giovanili della squadra della sua città, il Venezia, dove rimane per tre stagioni, dal 1989 al 1992 (due in Serie C1 e una in Serie B). Nell'estate 1992 passa nelle file del Torino per 5 miliardi di lire, con cui esordisce in Serie A il 22 novembre 1992 in Torino-Juventus (1-2). Con i granata disputa, in due stagioni, 43 partite e segna 6 gol. Contribuisce anche alla conquista della Coppa Italia 1992-1993 (attualmente ultimo trofeo della squadra granata) segnando due gol, curiosamente entrambi nella stracittadina contro la Juventus.
Nel mercato estivo del 1994 passa in comproprietà all'Udinese in Serie B, giocando 36 partite con 11 gol all'attivo. Contribuisce alla promozione dei friulani in Serie A tramite il secondo posto finale in campionato. Nella stagione 1995-1996 ritrova Alberto Zaccheroni (già suo allenatore nel Venezia) e gioca 31 partite con 9 gol. Nella stagione successiva disputa 32 gare segnando 13 marcature, formando, con il tedesco Oliver Bierhoff e il brasiliano Márcio Amoroso, il trio d'attacco che porta l'Udinese alla conquista del quinto posto e della prima storica partecipazione alla Coppa UEFA. Nella stagione 1997-1998 segna 10 reti in 31 partite di campionato, mentre in Coppa UEFA gioca 4 partite segnando 2 gol: uno al Klub Sportowy Widzew Łódź e uno all'Ajax, entrambi in casa. A fine campionato l'Udinese raggiunge il terzo posto in classifica.
Durante la stagione 1997-1998, insieme al calciatore Sergio Volpi, divenne particolarmente famoso poiché le figurine dei due giocatori, vendute insieme a una marca di gomme da masticare, erano a detta di molti collezionisti introvabili, tanto da sollevare anche un'interrogazione parlamentare. Con i bianconeri Poggi giocherà un altro campionato e mezzo, fino al mercato di gennaio del 2000, quando viene acquistato dalla Roma allenata da Fabio Capello; con i capitolini gioca 11 partite, senza realizzare reti.
Nel gennaio 2001, dopo sei mesi senza giocare nella Roma, passa in prestito al Bari, dove disputa 17 partite e realizza 4 gol, non sufficienti a evitare la retrocessione in Serie B. Nell'estate 2001 rientra in un ampio scambio di giocatori con il Parma e i ducali lo girano in prestito al Piacenza, che gli avevano concesso anche la scelta di andare al  Chievo. Con i biancorossi, il 2 dicembre 2001 in Fiorentina-Piacenza (1-3), segna, dopo 8 secondi, quello che, per esattamente 19 anni, è stato il gol più veloce della storia della Serie A a girone unico e dei campionati professionistici italiani: il record è stato battuto il 20 dicembre 2020 da Rafael Leão, che in Sassuolo-Milan (1-2) della Serie A 2020-2021 ha segnato la prima rete della partita (e a favore dei rossoneri) dopo soli 6,76 secondi. In coppia con Dario Hübner realizza 3 reti in 29 partite, che valgono una salvezza all'ultimo respiro.
In seguito torna al Venezia in Serie B, accettando una forte riduzione dell'ingaggio; vi rimane per due stagioni, intervallate da una parentesi in Serie A nell'Ancona. Nel 2004 scende in Serie C1 al Mantova (dove ritrova Hubner, suo partner a Piacenza e Ancona), conquistando la promozione in Serie B e contribuendo al raggiungimento di play-off nella serie cadetta, dove segnando diventa il marcatore più anziano in assoluto della storia dei play-off. Il suo gol su rigore è stato l'ultimo segnato in una partita ufficiale allo Stadio Delle Alpi di Torino.
Conclude la carriera nella stagione 2008-2009, dopo un ulteriore triennio al Venezia.

## Curiosità
Paolo Poggi era una delle due figurine introvabili (insieme a quella di Sergio Volpi) dell'album Campionato di Calcio TOPPS della Dolber. 
Erano piccole figurine abbinate a delle gomme da masticare da 100 lire nel cui involucro venivano arrotolate, e promettevano grandi premi a chi avesse completato l'opera

## Dopo il ritiro
Il 19 giugno 2009 entra a far parte dell'area tecnica del Mantova. Dal giugno 2013 torna all'Udinese, occupandosi del settore giovanile. Il 2 novembre 2016 viene presentato dal Venezia come nuovo responsabile dei progetti internazionali. Il 6 agosto 2020 viene nominato responsabile dell'area tecnica, incarico che mantiene fino al 2022.
Nel 2023 ha fondato il Venezia Nettuno Lido che si occupa di calcio giovanile

## Statistiche

### Presenze e reti nei club
| Stagione        | Squadra         | Campionato      | Campionato | Campionato | Coppe nazionali | Coppe nazionali | Coppe nazionali | Coppe continentali | Coppe continentali | Coppe continentali | Altre coppe | Altre coppe | Altre coppe | totale | totale | totale |
| Stagione        | Squadra         | Comp            | Pres       | Reti       | Comp            | Pres            | Reti            | Comp               | Pres               | Reti               | Comp        | Pres        | Reti        | Pres   | Reti   |        |
| --------------- | --------------- | --------------- | ---------- | ---------- | --------------- | --------------- | --------------- | ------------------ | ------------------ | ------------------ | ----------- | ----------- | ----------- | ------ | ------ | ------ |
| 1989-1990       | Venezia         | C1              | 10         | 2          | CI              | ?               | ?               | -                  | -                  | -                  | -           | -           | -           | 10+    | 2+     |        |
| 1990-1991       | Venezia         | C1              | 25         | 6          | CI              | 1               | 0               | -                  | -                  | -                  | -           | -           | -           | 26     | 6      |        |
| 1991-1992       | Venezia         | B               | 31         | 7          | CI              | 2               | 0               | -                  | -                  | -                  | -           | -           | -           | 33     | 7      |        |
| 1992-1993       | Torino          | A               | 21         | 3          | CI              | 5               | 2               | CU                 | 1                  | 0                  | -           | -           | -           | 27     | 5      |        |
| 1993-1994       | Torino          | A               | 22         | 3          | CI              | 4               | 0               | CdC                | 2                  | 0                  | -           | -           | -           | 28     | 3      |        |
| Totale Torino   | Totale Torino   | Totale Torino   | 43         | 6          |                 | 9               | 2               |                    | 3                  | 0                  |             | -           | -           | 55     | 8      |        |
| 1994-1995       | Udinese         | B               | 36         | 11         | CI              | 3               | 0               | -                  | -                  | -                  | -           | -           | -           | 39     | 11     |        |
| 1995-1996       | Udinese         | A               | 31         | 9          | CI              | 1               | 0               | -                  | -                  | -                  | -           | -           | -           | 32     | 9      |        |
| 1996-1997       | Udinese         | A               | 32         | 13         | CI              | 1               | 1               | -                  | -                  | -                  | -           | -           | -           | 33     | 14     |        |
| 1997-1998       | Udinese         | A               | 31         | 10         | CI              | 4               | 2               | CU                 | 3                  | 2                  | -           | -           | -           | 38     | 14     |        |
| 1998-1999       | Udinese         | A               | 29+2       | 2+1        | CI              | 4               | 0               | CU                 | 2                  | 0                  | -           | -           | -           | 37     | 3      |        |
| 1999-gen. 2000  | Udinese         | A               | 14         | 3          | CI              | -               | -               | CU                 | 5                  | 0                  | -           | -           | -           | 19     | 3      |        |
| Totale Udinese  | Totale Udinese  | Totale Udinese  | 173+2      | 48+1       |                 | 13              | 3               |                    | 10                 | 2                  |             | -           | -           | 198    | 54     |        |
| gen.-giu. 2000  | Roma            | A               | 11         | 0          | CI              | -               | -               | CU                 | -                  | -                  | -           | -           | -           | 11     | 0      |        |
| 2000-gen. 2001  | Roma            | A               | 0          | 0          | CI              | -               | -               | CU                 | -                  | -                  | -           | -           | -           | 0      | 0      |        |
| Totale Roma     | Totale Roma     | Totale Roma     | 11         | 0          |                 | -               | -               |                    | -                  | -                  |             | -           | -           | 11     | 0      |        |
| gen.-giu. 2001  | Bari            | A               | 17         | 4          | CI              | -               | -               | -                  | -                  | -                  | -           | -           | -           | 17     | 4      |        |
| 2001-2002       | Piacenza        | A               | 29         | 3          | CI              | 3               | 1               | -                  | -                  | -                  | -           | -           | -           | 32     | 4      |        |
| 2002-2003       | Venezia         | B               | 35         | 8          | CI              | -               | -               | -                  | -                  | -                  | -           | -           | -           | 35     | 8      |        |
| 2003-gen. 2004  | Ancona          | A               | 9          | 0          | CI              | 1               | 0               | -                  | -                  | -                  | -           | -           | -           | 10     | 0      |        |
| gen.-giu. 2004  | Venezia         | B               | 24+2       | 6+0        | CI              | -               | -               | -                  | -                  | -                  | -           | -           | -           | 26     | 6      |        |
| 2004-2005       | Mantova         | C1              | 32+4       | 9+2        | CI              | ?               | ?               | -                  | -                  | -                  | -           | -           | -           | 36+    | 11+    |        |
| 2005-2006       | Mantova         | B               | 28+2       | 5+1        | CI              | 1               | 0               | -                  | -                  | -                  | -           | -           | -           | 31     | 6      |        |
| Totale Mantova  | Totale Mantova  | Totale Mantova  | 60+6       | 14+3       |                 | 1+              | 0+              |                    | -                  | -                  |             | -           | -           | 67+    | 17+    |        |
| 2006-2007       | Venezia         | C1              | 33+2       | 6+0        | CI              | 2               | 0               | -                  | -                  | -                  | -           | -           | -           | 37     | 6      |        |
| 2007-2008       | Venezia         | C1              | 31         | 4          | CI              | ?               | ?               | -                  | -                  | -                  | -           | -           | -           | 31+    | 4+     |        |
| 2008-2009       | Venezia         | LP              | 26+2       | 5+0        | CI              | ?               | ?               | -                  | -                  | -                  | -           | -           | -           | 28+    | 5+     |        |
| Totale Venezia  | Totale Venezia  | Totale Venezia  | 215+6      | 44+0       |                 | 5+              | 0+              |                    | -                  | -                  |             | -           | -           | 226+   | 44+    |        |
| Totale carriera | Totale carriera | Totale carriera | 571        | 123        |                 | 32+             | 6+              |                    | 13                 | 2                  |             | -           | -           | 616+   | 131+   |        |

## Palmarès
- Coppa Italia: 1

Torino: 1992-1993